# Wronie Góry
Wronie Góry est un village situé dans la gmina de Giby, dans le powiat de Sejny, dans la voïvodie de Podlachie au nord-est de la Pologne, près des frontières avec la Biélorussie et la Lituanie.

## Géographie
Le village est situé dans la partie nord-est de la voïvodie de Podlachie, région caractérisée par ses forêts, ses lacs et ses zones humides. La commune de Giby est voisine du parc paysager de la forêt d’Augustów (Puszcza Augustowska), un espace naturel protégé. Wronie Góry bénéficie de la proximité des frontières avec la Lituanie et la Biélorussie, ce qui en fait une zone de passage et d’échanges transfrontaliers.

## Histoire
Comme l’ensemble de la région de Sejny, le village a connu une histoire marquée par les changements de frontières. Jusqu’au XXe siècle, le territoire a appartenu successivement au grand-duché de Lituanie, à la République des Deux Nations, puis à l’Empire russe. Après la Première Guerre mondiale, il est intégré à la Deuxième République de Pologne. Durant la Seconde Guerre mondiale, la région est occupée successivement par l’URSS (1939-1941) et par l’Allemagne nazie (1941-1944), avant d’être rattachée à la Pologne d’après-guerre sous influence soviétique.

## Population
Le village est de petite taille et fait partie de la gmina de Giby, qui comptait environ 2 600 habitants en 2021. La population locale est majoritairement polonaise, avec une présence de minorités biélorusses et lituaniennes, caractéristiques de la région frontalière.